# Beaufortia (peixe)
Beaufortia é um gênero de actinopterígios na subfamília Balitorinae.

## Espécies
Existem atualmente 16 espécies reconhecidas neste gênero, embora a colocação genérica de algumas e a validade de outras sejam questionáveis:
- Beaufortia buas (Đ. Y. Mai, 1978) (species inquirenda em Beaufortia)
- Beaufortia cyclica Yi-Yu Chen, 1980
- Beaufortia daon (Đ. Y. Mai, 1978)
- Beaufortia elongata (Đ. Y. Mai, 1978)
- Beaufortia huangguoshuensis C. Y. Zheng & W. Zhang, 1987
- Beaufortia intermedia W. Q. Tang & D. Z. Wang, 1997
- Beaufortia kweichowensis (P. W. Fang, 1931)
- Beaufortia leveretti (Nichols & C. H. Pope, 1927)
- Beaufortia liui H. W. Chang, 1944
- Beaufortia loos (Đ. Y. Mai, 1978) (species inquirenda em Beaufortia)
- Beaufortia niulanensis Z. M. Chen, Y. F. Huang & J. X. Yang, 2009
- Beaufortia pingi (P. W. Fang, 1930)
- Beaufortia polylepis Y. R. Chen, 1982
- Beaufortia szechuanensis (P. W. Fang, 1930)
- Beaufortia yunnanensis (W. X. Li, Zong-Min Lu & W. N. Mao, 1988) (species inquirenda em Beaufortia)
- Beaufortia zebroidus (P. W. Fang, 1930)